# الخطة الإحتياطية
الخطة الاحتياطية (بالإنجليزية: The Back-up Plan)‏ فيلم رومنسي كوميدي أمريكي صدر سنة 2010 من بطولة جينيفر لوبيز وأليكس أولفلن.

## القصة
زوي (جينيفر لوبيز) امرأة تجد صعوبة في السماح للآخرين بأن يصبحوا جزء من حياتها، وقد اعتادت على دفع كل من يتقرب منها بعيدا. وهي تريد انجاب طفلا لكن ليس هناك رجل في حياتها لذلك تقرر أن تخضع للتلقيح الاصطناعي، وبعد العملية بفترة قصيرة تلتقي بستان (أليكس أولفلن) وتقع في حبه، وعندما تخبرته بحملها تظنت أنه سيتركها لكنه يبقى.

## طاقم التمثيل
- جينيفر لوبيز بدور زوي.
- أليكس أولفلن بدور ستان.
- دانيل هاريس بدور أوليفيا.
- ميليسا مكارثي بدور كارول.
- ميكايلا واتكينز بدور مونا.
- إريك كريستيان أولسن بدور كلايف.
- أنتوني أندرسنبدور أب في الملعب.
- نورين دي وولف بدور دافني.
- روان بلانشارد بدور ابنة مونا.
- توم بوزلي بدور آرثور.
- ماريبيث مونرو بدور لوري.
- ليندا لافين بدور نانا.
- جبنيفر إيليز كوكسبدور بائعة متجر بايبي لاند.
- سيزار ميلان كنفسه.

## الاستقبال

### الاستقبال النقدي
تحصل الفيلم على ردود سلبية من قبل النقاد لكن مُدِح أداء لوبيز، فقد تحصل الفيلم على تقييم %18 علىموقع الطماطم الفاسدة بناء على آراء 141 ناقد ، أما على ميتاكريتيك فقد تحصل الفيلم على نتيجة 34 من مئة بناء على 32 مراجعة.

### الميزانية والإيرادات
حقق الفيلم أرباحا تقدر بـ 90 مليون دولار مقابل ميزانية 35 مليون دولار.

## روابط خارجية
- الخطة الإحتياطية على موقع IMDb (الإنجليزية)
- الخطة الإحتياطية على موقع ميتاكريتيك (الإنجليزية)
- الخطة الإحتياطية على موقع الموسوعة البريطانية (الإنجليزية)
- الخطة الإحتياطية على موقع روتن توميتوز (الإنجليزية)
- الخطة الإحتياطية على موقع نتفليكس (الإنجليزية)
- الخطة الإحتياطية على موقع قاعدة بيانات الأفلام العربية
- الخطة الإحتياطية على موقع ألو سيني (الفرنسية)
- الخطة الإحتياطية على موقع أول موفي (الإنجليزية)
- الخطة الإحتياطية على موقع بوكس أوفيس موجو (الإنجليزية)
- الخطة الإحتياطية على موقع فيلمافينيتي (الإسبانية)